# Treno corazzato

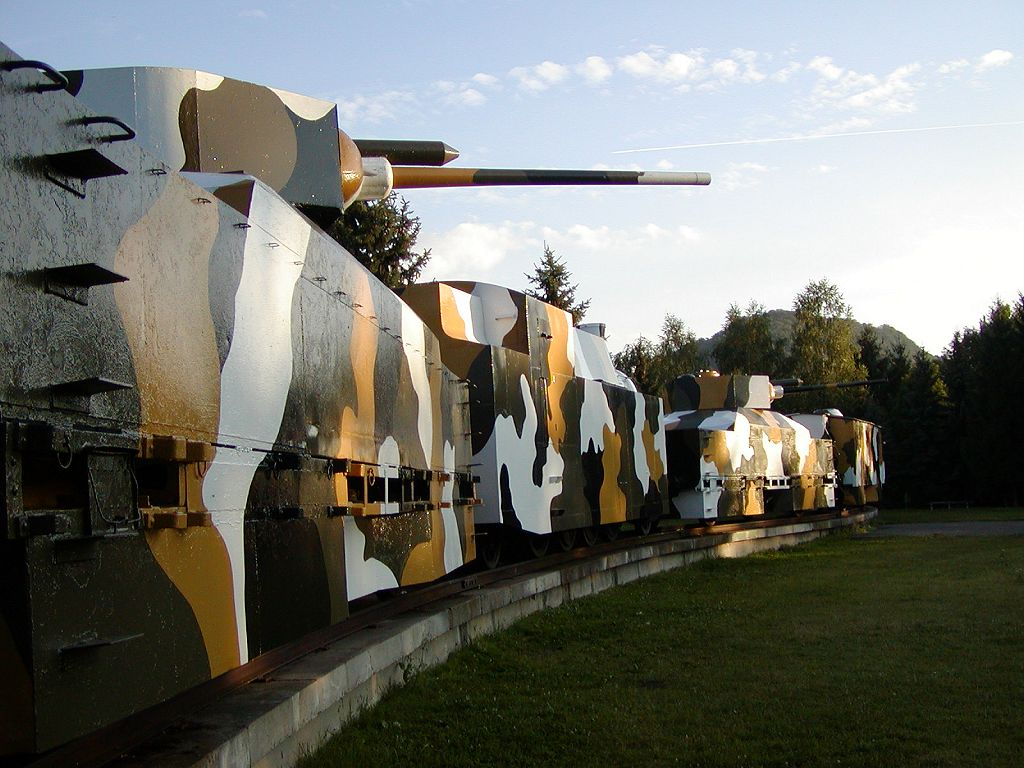
Il treno corazzato Hurban, in Slovacchia.

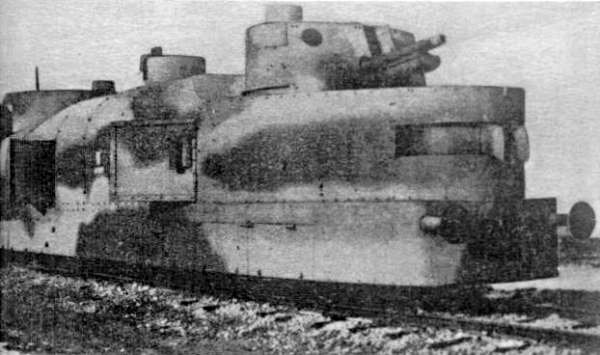
Tipico treno corazzato polacco (1939).

Il treno corazzato, chiamata anche treno blindato (in tedesco Panzerzug) o treno armato, è un insieme di vagoni ferroviari, corazzati contro gli attacchi, e anche armati con artiglieria e/o mitragliatrici.
I treni armati furono usati principalmente, nella prima metà del XX secolo, nella prima guerra mondiale, nella guerra civile russa, nella guerra civile cinese e durante la seconda guerra mondiale. Primi esperimenti sui treni blindati furono effettuati durante la guerra civile americana, come pure da truppe coloniali tedesche durante la rivolta del Herero nel 1904.

## I primi treni corazzati

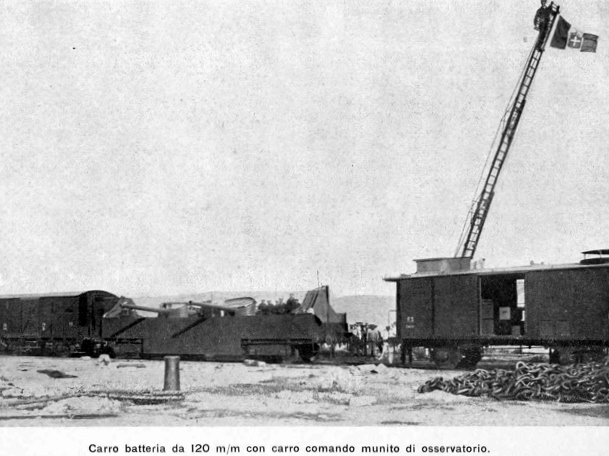
Esemplare di carro dotato di batterie da 120 mm

L'idea di usare il treno come mezzo bellico si diffuse durante la guerra civile americana, nel XIX secolo. In un territorio così vasto e selvaggio come quello statunitense, il treno rappresentava un metodo veloce e affidabile per muovere grandi quantità di truppe in poco tempo e con poco preavviso.
I primi convogli armati erano semplici locomotive con carri scoperti al traino, su cui prendevano posto soldati e tiratori protetti da rudimentali barriere.
Questa strategia venne usata sporadicamente anche nella guerra franco-prussiana del (1870–1871) e nelle guerre boere (1880–1881 e 1899–1902), durante la guerra russo-giapponese del 1904, maggiormente, durante la Rivoluzione messicana (1910–1920) e soprattutto durante la Rivoluzione russa (1918–1920).
Winston Churchill, all'epoca corrispondente inglese nella seconda guerra boera, fu catturato da un commando Boero mentre viaggiava su un treno blindato, insieme a molti soldati in forza al convoglio.
I treni blindati in seguito furono usati nelle due guerre mondiali e nella guerra d'Indocina (1946–1954).

## Prima guerra mondiale
Durante la prima guerra mondiale la Russia ha utilizzato un mix di treni corazzati leggeri e pesanti. I treni pesanti montavano cannoni da 4,2 pollici o 6 pollici; i treni leggeri erano dotati di cannoni da 7,62 mm.
L'Austria-Ungheria schierò anche treni blindati contro gli italiani nella prima guerra mondiale.
armato con quattro cannoni navali QF da 6 pollici e un cannone navale QF da 4 pollici, fu utilizzato a sostegno del corpo di spedizione britannico nella fase iniziale della prima battaglia di Ypres nell'ottobre 1914.
Due treni blindati furono costruiti a Crewe Works nel 1915 per compiti di difesa costiera britannica; uno aveva sede a Norfolk e uno a Edimburgo per pattugliare le rotte ferroviarie su tratti di costa considerati vulnerabili all'assalto anfibio. I treni comprendevano due autocarri, uno a ciascuna estremità, montati con un cannone a fuoco rapido da 12 libbre e una mitragliatrice; una cabina blindata dietro il pezzo d'artiglieria conteneva il caricatore. All'interno di ogni autocarro c'era un autocarro per gli alloggi della fanteria. Anche questo era blindato, con porte di osservazione e passanti per il fuoco dei fucili. La locomotiva blindata, con cabina e motoprotetto, fu schierato al centro del treno. L'autista ha preso posizione a qualsiasi estremità del treno fosse in testa, con il regolatore controllato da un collegamento meccanico. L'intenzione era che la fanteria, con il supporto dell'artiglieria dai cannoni del treno, tenesse a bada una forza da sbarco ostile fino a quando non fossero stati schierati rinforzi. 
L'Italia ha allestito dodici treni armati (sotto il controllo della Regia Marina) per proteggere la sua costa adriatica dalle incursioni di parte del kuk Kriegsmarine; ogni treno era integrato da uno di supporto. Ogni treno armato era formato da una locomotiva FS Classe 290, da tre a cinque carri cannoni, da due a quattro carri munizioni e un carro comando; c'erano tre tipi di treno armato, uno con cannoni da 152 mm, un altro con cannoni da 120 mm e l'ultimo con cannoni antiaerei da 76 mm. Questi treni furono considerati nel complesso un successo e smorzarono i tentativi di incursioni austro-ungariche sulle coste italiane. Due treni blindati sono stati prodotti nell'officina ferroviaria situata ad Ajmer, in India. Uno inviato in Mesopotamia (ora Iraq) via mare per la campagna mesopotamica. Ogni treno è composto da sei vagoni, due vagoni di ogni treno erano senza soffitto, ogni treno è composto da cannoni da 12 libbre, due mitragliatrici pesanti Maxim, due vagoni esplosivi, un camion leggero di ricerca e un camion per la sistemazione del telegrafo dinamo.

## La seconda guerra mondiale
Durante la seconda guerra mondiale furono allestiti diversi treni armati, destinati servire in Europa orientale e nei Balcani dove esistevano linee ferroviarie in aree scarsamente popolate e soggette ad incursioni partigiane.
Destinati alla protezione delle linee ferroviarie e ai compiti di scorta, viaggiavano spesso in convogli combinati con treni dedicati principalmente al trasporto di truppe e materiali da parte dei tedeschi e dei russi.

### Canada
Il Canada ha usato alcuni treni armati per la protezione della costa pacifica, nel timore di un attacco giapponese.

### Cecoslovacchia
In Cecoslovacchia, la Legione Cecoslovacca si era dotata di alcuni treni pesantemente armati, per controllare la Ferrovia Transiberiana durante la Rivoluzione Russa e la prima guerra mondiale.
Alcuni di questi vennero usati dalla resistenza durante l'Insurrezione nazionale slovacca del 1944. Tre di questi (Hurban, Štefánik  e Masaryk), costruiti alla fabbrica ferroviaria di Zvolen, sono oggi conservati presso il Castello di Zvolen.

### Germania
Il fatto che le nazioni del Fronte orientale fossero dotate di treni corazzati, spinse la Germania nazista a dotarsene.
I treni tedeschi, al contrario delle controparti russe, erano progettati e costruiti con grande attenzione: versatili e pesantemente armati, potevano vantare torrette antiaeree, carri per il trasporto dei mezzi blindati, carrozze armate per la fanteria o per proteggere i grandi e potenti pezzi d'artiglieria. Vennero realizzate anche apposite locomotive corazzate, per muovere i convogli.
L'impiego strategico dei treni armati si rivelò tuttavia problematico, per via della vulnerabilità dell'infrastruttura ferroviaria e dell'impossibilità di difendere i binari dagli attacchi di guerriglia e dai bombardamenti aerei.
I partigiani sovietici riuscirono a contrastare validamente l'efficienza del sistema di rifornimenti militari dei tedeschi, colpendo le infrastrutture con attentati dinamitardi e sabotaggi.
Alcuni treni corazzati tedeschi vennero adibiti a quartier generale mobile per i comandanti più prestigiosi. I treni erano equipaggiati con proprie unità logistiche e di trasmissioni, ed erano dotati di una propria stazione radio.
L'alta mobilità e l'utilizzo nelle retrovie consentivano di migliorare l'efficienza logistica della catena di comando, proteggendo al tempo stesso i treni dalla guerriglia e dagli attentati.
Un famoso Panzerzug (treno corazzato in tedesco) fu utilizzato per la difesa di Breslavia (Wroclaw). L'armamento del convoglio era composto da 4 "vasche" (piattaforme corazzate), per carri armati pesanti, alcune armate con 4 cannoni FlaK da 88mm (Fliegabwehrkanone), uno con un cannoncino FlaK da 37 mm, e quattro con cannoncini FlaK da 20 mm; così come due armate da mitragliatrici MG 42. In aggiunta il treno aveva anche una stazione radio.

### Italia

Autoblinda AB40 ferroviaria

La Regia Marina impiegava treni armati per la difesa costiera fin dalla prima guerra mondiale, ma si trattava di convogli non corazzati.
Materiale ferroviario blindato fu usato invece durante la seconda guerra mondiale nei Balcani per il pattugliamento delle tratte ferroviarie, obiettivo di sabotaggio da parte delle formazioni partigiane, e per la protezione di convogli e personale addetto al ripristino delle linee.
- Autoblindo ferroviarie: nel maggio del 1942 fu istituita dal Regio Esercito una Compagnia autonoma autoblindo ferroviarie, con in organico un comando compagnia su 2 blindo e due plotoni su 4 blindo ciascuna. Le blindo utilizzate erano le normali Fiat-Ansaldo AB40 e AB41, con armamento standard di mitragliere Breda 20/65 Mod. 1935 e mitragliatrici Breda Mod. 38 da 8 mm sia in torretta che in postazione antiaerea. La conversione ferroviaria consisteva nella sostituzione, rapida e reversibile anche sul campo, delle ruote con pneumatico con ruote ferroviarie. Gli ufficiali ed i sottufficiali appartenevano al Reggimento genio ferrovieri, mentre conduttori, meccanici e cannonieri erano dell'Arma di cavalleria. Il reparto operava in squadre di due mezzi, uno in testa al treno ed uno in coda. All'inizio del 1943 vennero immesse in servizio, per l'impiego sulle ferrovie a scartamento ridotto dell'Erzegovina, 20 Autocarrette ferroviarie blindate Mod. 42, derivate dall'autocarretta OM.

Littorina blindata e camuffata Ansaldo Libli

- Ansaldo Libli: sempre nel 1942 la Ansaldo, modificando la "littorina" FIAT ALn 56, produsse 5 littorine blindate Automotrice FS ALn 56 blindata "Libli" in due versioni, che operarono nei Balcani.
- Treni blindati: sempre per il teatro jugoslavo, vengono allestiti treni armati e leggermente blindati, trainati da locomotive anch'esse blindate. Essendo una soluzione di ripiego, questi convogli erano costituiti in genere da normali carri merci a due assi con pareti rinforzate, dei quali uno dotato di due mitragliatrici Breda Mod. 37 da 8 mm, ed un secondo armato di cannone anticarro da 47/32 che sparava attraverso il portellone.

I treni erano costituiti in genere da comuni carri merci a due assi con le pareti rinforzate. I primi convogli di questo tipo erano costituiti da un carro dotato di due mitragliatrici Breda Mod. 37 da 8 mm, su affusto, servite ciascuna da 3 uomini, e da un altro carro con un cannone anticarro da 47/32 sparante attraverso il portellone del vagone.
Successivamente vennero allestite versioni di maggiore consistenza, formati da cinque o sei carri merci scoperti, a due assi, con un compartimento centrale blindato, a cielo coperto, munito di cinque feritoie per l'uso di fucili mitragliatori e moschetti dall'interno; due compartimenti laterali a cielo aperto, più piccoli, erano armati con una mitragliatrice Fiat Mod. 14/35 da 8 mm scudata ed un mortaio Brixia Mod. 35 calibro 45 mm. Successivamente furono aggiunti vagono simili, totalmente coperti, dotati di cannoni anticarro da 47/32.
La Milizia ferroviaria impiegava invece comuni carri merci delle Ferrovie dello Stato Italiane, armati con due mitragliatrici SIA Mod. 1918 da 6,5 mm su affusti speciali, che sparavano attraverso portelli laterali. Questo vagone veniva agganciato come scorta ai normali convogli durante l'attraversamento di tratti pericolosi.

### Polonia
La Polonia durante l'invasione mise in campo i pochi treni che possedeva: si trattava di convogli leggeri o riconvertiti affrettatamente, ma equipaggiati da uomini esperti in tattiche di guerriglia.

### Russia
Anche in Russia, le forze bolsceviche durante la rivoluzione avevano attrezzato diversi treni, alcuni improvvisati da rivoluzionari inesperti, altri costruiti da blasonati cantieri navali come quelli di Putilov e Ižorskij.
L'eterogeneità dei mezzi era un problema in termini di manutenzione, e un tentativo di standardizzazione nell'ottobre 1919 ebbe solo un parziale successo. Alla fine della guerra civile, i bolscevichi potevano contare su ben 103 treni armati, di diverso livello e potenza.
Molti dei treni russi preesistenti andarono distrutti durante l'avanzata tedesca del 1941. I treni costruiti appositamente per la guerra, vennero equipaggiati con torrette di derivazione da carro armato, prevalentemente prese dai T-34 o dai KV. Alcuni vennero dotati di batterie antiaeree, mentre altri erano armati con batterie di artiglieria pesante di provenienza navale.
Durante la guerra d'indipendenza estone, gli estoni costruirono cinque treni armati, sotto il controllo del comandante Johan Pitka.
Diversi "signori della guerra" cinesi durante gli anni venti si dotarono di treni blindati. Tra questi, è famoso quello di Zhang Zongchang, che raccolse nel proprio equipaggio dei rifugiati russi esperti nella guerra ferroviaria.

## Dopo la guerra
Nonostante i treni corazzati offrano una buona copertura agli occupanti, per la loro facile neutralizzazione oggi sono ancora in uso solo in rarissimi casi.

### Gli anni '50 e '60

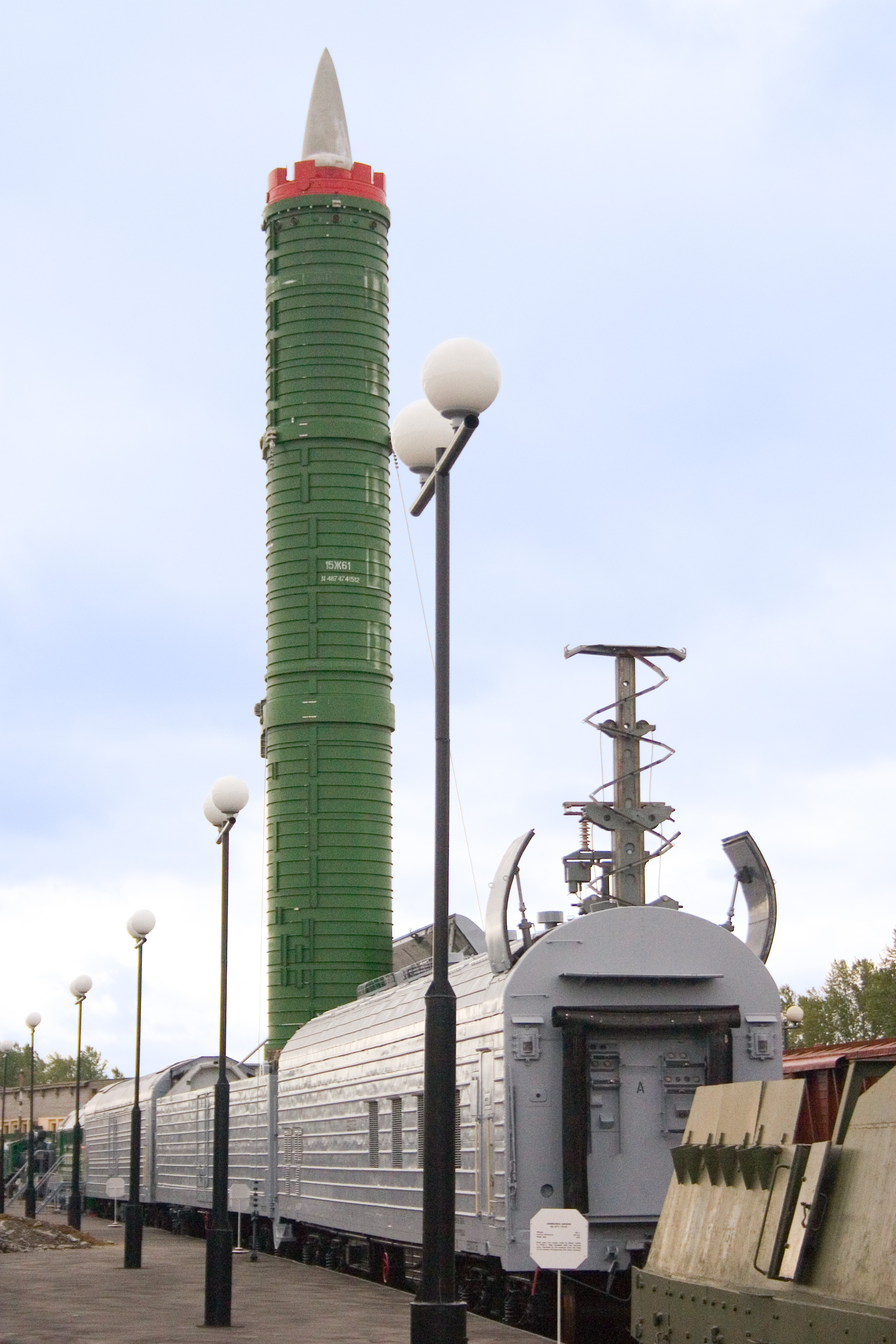
Missile SS-24 Scalpel in versione di lancio da mezzo ferroviario, esposto al museo ferroviario di San Pietroburgo.

Nella guerra d'Indocina, l'Indocina Francese era dotata di un'unita di treno corazzati, La Rafale, che svolgeva compiti di difesa e sorveglianza oltre che di trasporto.
Il primo treno del unità Rafale servì sulla linea Saigon-Nha Trang nel febbraio 1951, mentre un secondo svolse servizio dal 1947 al 1952 sulla linea cambogiana Phnom Penh-Battambang, scortato da truppe cambogiane della BSPP (Brigade de Surveillance de Phnom Penh).
Nel 1953 entrambi i treni vennero attaccati dai Viet-Minh, che minarono dei ponti di pietra facendoli saltare al passaggio dei convogli.
Durante la rivoluzione cubana, l'esercito di Fulgencio Batista era dotato di un treno corazzato, che fu distrutto durante la Battaglia di Santa Clara.

### Gli anni '70 e '80
Durante la crisi sino-sovietica degli anni settanta, i Russi misero in servizio dei nuovi treni armati a protezione della Transiberiana. Vennero costruiti quattro o cinque convogli (il numero è incerto), ognuno dotato di dieci carri armati da battaglia pesanti, due carri anfibi, diverse postazioni antiaeree, trasporti truppe, mezzi di supporto e equipaggiamenti per la manutenzione.
Alcune parti di questi treni erano dotati di armature da 5 a 20 mm.

### Gli anni '90
Furono usati in seguito dall'Armata Sovietica per intimidire le unità paramilitari durante le insurrezioni in Azerbaigian negli anni novanta.
Verso la fine della guerra fredda, i sovietici avevano messo in servizio i missili SS-24 nel 1987, ma i tagli di budget e la crisi avevano spinto alla cancellazione del programma, chiuso nel 2005.

### La guerra in Jugoslavia
Un treno armato improvvisato, nominato Krajina ekspres fu usato agli inizi degli anni novanta dall'esercito della Repubblica Serba di Krajina: dotato di tre carri con cannoni al traino, aveva davanti tre carri merci per proteggerlo dalle mine. L'armamento comprendeva un M18 Hellcat con cannone da 76mm, un Bofors da 40mm, un cannone da 20mm, due lanciarazzi da 57mm e un mortaio da 120mm, oltre a numerose mitragliatrici calibro 12.7 e 7.62mm.
Vide impiego con successo come pezzo di artiglieria mobile, grazie soprattutto all'assenza di potenza aerea da parte croata. Colpito in diverse occasioni da razzi anticarro, subì solo lievi danni per via dell'uso sulla superficie esterna di spesse lastre di gomma a protezione..
Il treno venne infine distrutto dal suo stesso equipaggio poco prima di cadere in mani croate durante l'offensiva dell'Operazione Tempesta. I resti sono oggi in mostra a Gradačac.

### Il XXI secolo
Kim Jong-il, defunto primo ministro della Corea del Nord, possedeva un treno corazzato, regalatogli dall'Unione Sovietica. Ha utilizzato quel treno per i suoi viaggi a Mosca e in Cina; l'uso del treno corazzato è stato giustificato dal fatto che il primo ministro aveva paura di volare.
L'esercito russo nel marzo 2010 ha annunciato il ricorso ai treni corazzati per scortare i propri convogli in Cecenia.